# Paedophryne amauensis

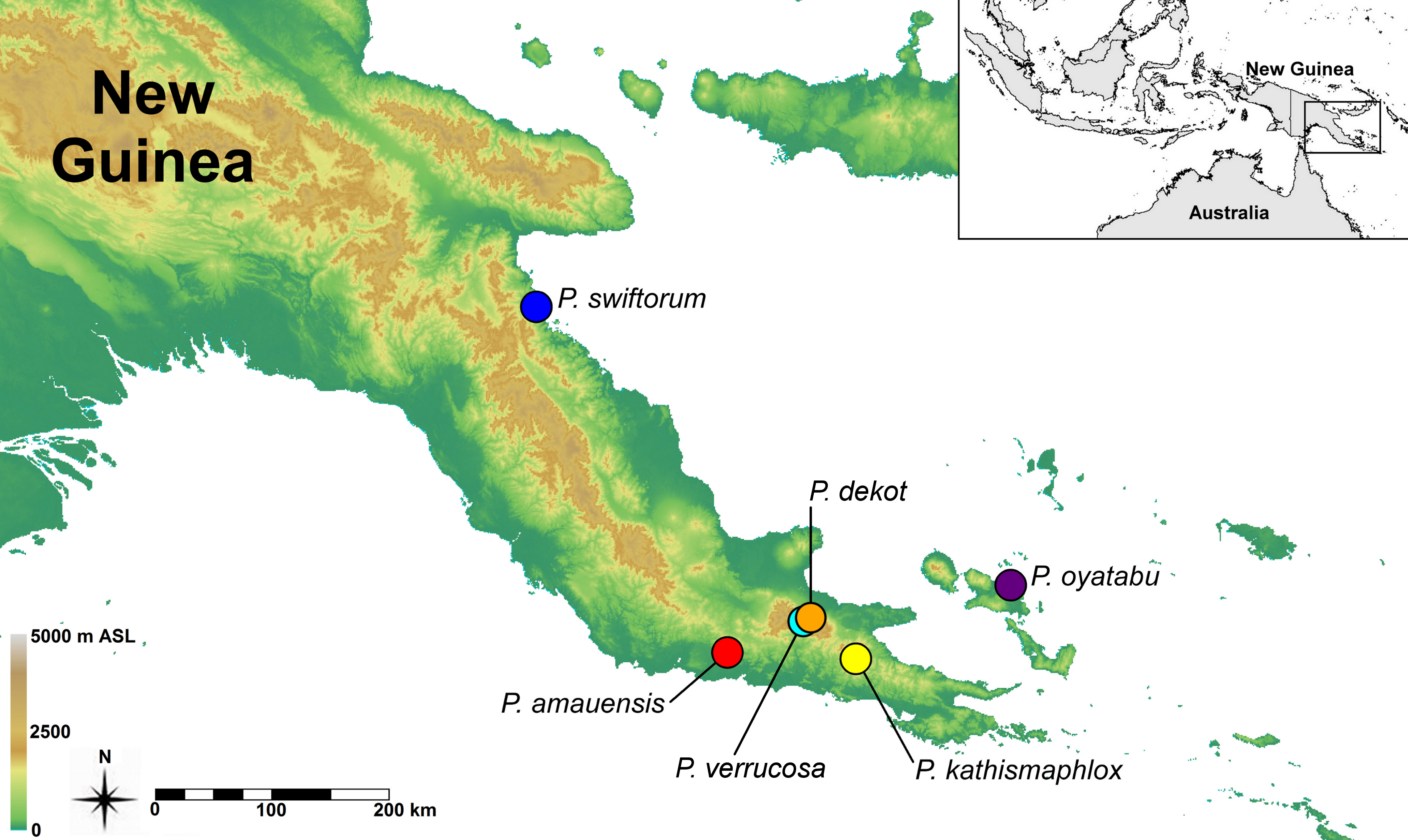
Das Vorkommen der sechs bisher beschriebenen Paedophryne-Arten auf Papua-Neuguinea

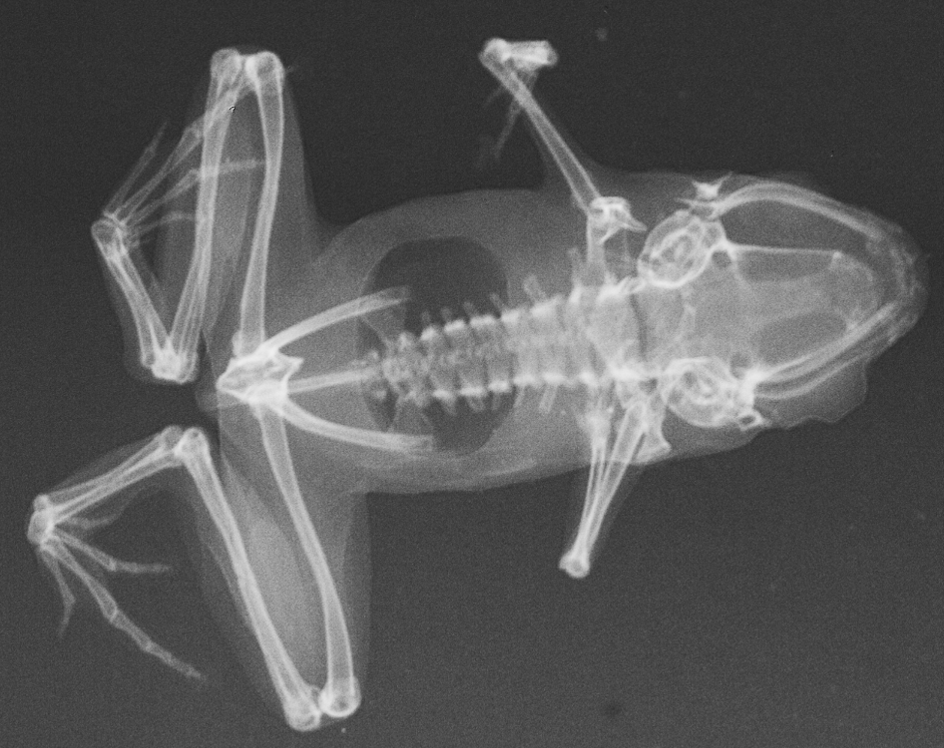
Röntgenbild von Paedophryne amauensis. Die Anzahl der Knochen ist im Vergleich zu anderen Froscharten etwas reduziert.

Paedophryne amauensis ist ein Frosch aus der Familie der Engmaulfrösche. Er wurde im August 2009 auf Papua-Neuguinea entdeckt, aber erst im Januar 2012 erstmals beschrieben. Mit einer Kopf-Rumpf-Länge von 7 bis 8 Millimetern ist er das kleinste bisher beschriebene allein lebensfähige Wirbeltier der Welt.

## Beschreibung

### Größeneinordnung
Die geringe Größe des Froschs Paedophryne amauensis mit einer Länge von 7 bis 8 Millimetern hat Diskussionen darüber ausgelöst, wo die Grenzen im Verhältnis des Volumens zur Oberfläche für ein landlebendes Wirbeltier liegen könnten, damit noch ein geregelter Stoffwechsel aufrechterhalten werden kann. Vor allem die Wasserabgabe durch die Haut könnte dabei ein limitierender Faktor sein. Für das Leben im Wasser spielt die äußere Oberfläche eine weniger große Rolle. Der Fisch Paedocypris progenetica, dessen Weibchen eine Länge ab 7,9 Millimeter aufweisen, galt bisher als weltweit kleinstes freilebendes Wirbeltier, wird aber durch Paedophryne amauensis abgelöst. Die Männchen des Tiefsee-Anglerfisches Photocorynus spiniceps, der bereits 1925 von Regan beschrieben worden war, erreichen zwar eine Länge von lediglich 6,2 Millimetern, diese Zwergmännchen wären aber allein nicht lebensfähig, sondern parasitieren an den wesentlich größeren, 46 Millimeter langen Weibchen.

### Merkmale
Die Rückenfärbung von Paedophryne amauensis ist dunkelbraun mit unregelmäßigen rostbraunen Flecken. Die Flanken und der Bauch sind dunkelbraun bis schiefergrau und bläulich weiß gesprenkelt. Die ersten Finger- und Zehenglieder sind bis auf ein einziges reduziert. Vor dem Kreuzbein liegen nur sieben Wirbel, anders als bei den meisten anderen Vertretern der Unterfamilie der Papua-Engmaulfrösche. Der zweite und vierte Finger sowie der zweite und fünfte Zeh sind ebenfalls reduziert. Das Maul ist relativ breit und kurz, die Augen sind verhältnismäßig groß.

### Ähnliche Arten
Diese Froschart unterscheidet sich von verwandten Arten der Gattung Paedophryne, die ebenfalls in Papua-Neuguinea vorkommen, hauptsächlich durch ihre geringere Größe (7–8 Millimeter) und die längeren Beine. Im Dezember 2011 wurden die beiden Arten Paedophryne dekot und Paedophryne verrucosa von Fred Kraus vom Bishop Museum in Hawaii beschrieben. Bei Paedophryne dekot wurde eine Kopf-Rumpf-Länge (SVL) von 8,5–9,0 Millimetern bei Weibchen gemessen, Männchen wurden bisher noch nicht entdeckt. Die Weibchen von Paedophryne verrucosa erreichen eine Länge von 8,8–9,3 Millimetern, die Männchen von 8,1–8,9 Millimetern. 2010 beschrieb Fred Kraus die ersten beiden Paedophryne-Arten. Sie werden etwas länger als einen Zentimeter.
Bei Paedophryne kathismaphlox erreichen die Weibchen 10,4–10,9 Millimeter Länge, die Männchen um 10,1 Millimeter. Paedophryne oyatabu wird noch größer, die Weibchen dieser Art erreichen 11,3 Millimeter. Die ebenfalls in der Arbeit von Rittmeyer et al. 2012 neu beschriebene Art Paedophryne swiftorum wird 8,3–8,9 Millimeter lang.

## Verbreitung
Das Vorkommen von Paedophryne amauensis ist auf Papua-Neuguinea beschränkt. Das Artepitheton amauensis bezieht sich auf das in der Nähe der ersten Fundstelle gelegene Dorf Amau in der Central Province von Papua-Neuguinea.

## Lebensweise
Der Lebensraum dieser Froschart ist nicht an das Vorhandensein von Gewässern gebunden. Sie lebt auf dem Boden in abgefallenem Laub. Es gibt kein Kaulquappenstadium, die Jungfrösche schlüpfen voll entwickelt aus dem Ei. Es wird angenommen, dass das Gelege dieser Art nur aus einem bis zwei Eiern besteht. Wie oft im Jahr Eier gelegt werden, ist noch nicht untersucht. Jedenfalls hat eine geringe Anzahl von Eiern pro Gelege ein nur langsames Anwachsen der Population zur Folge. Kommt es zu Einschnitten in der Populationsdynamik, sind diese nur langsam wieder auszugleichen.
Paedophryne amauensis ist dämmerungsaktiv. Die Rufe der Männchen erklingen nur in der Morgen- oder Abenddämmerung. Die Rufhöhe liegt zwischen 8400 und 9400 Hertz und ähnelt der Stridulation von Insekten.
Die geringe Größe dieser Tiere wirft nicht nur anatomische, sondern auch physiologische Probleme auf. Paedophryne amauensis hat im Verhältnis zu seinem Volumen eine sehr große Hautoberfläche. Deshalb ist Austrocknung für dieses landlebende Wirbeltier eine der größten Gefahren. Das Leben im feuchten Laub am Boden des tropischen Regenwaldes bietet diesen Fröschen jedoch eine ökologische Nische, an die sie gut angepasst sind.
Durch ihre geringe Größe und die an das welke Laub angepasste Tarnfarbe sind sie von Fressfeinden und auch von Forschern nur schwer wahrnehmbar. 2009 wurden sie daher von Christopher Austin und Eric Rittmeyer von der Louisiana State University nur aufgrund ihrer akustischen Signale entdeckt.